# Peter Nilsson (Tischtennisspieler)
Peter Nilsson (* 8. November 1973 in Göteborg) ist ein ehemaliger schwedischer Tischtennisspieler. Er ist Europameister mit der Mannschaft. Nilsson spielte in der deutschen Tischtennis-Bundesliga u. a. für den SV Plüderhausen.

## Werdegang
1988 hatte er erste internationale Einsätze, darunter bei den Jugend-Weltmeisterschaften in Novi Sad, wo er im Einzel das Viertelfinale erreichen konnte. 1989 konnte er den dritten Platz bei den Schwedischen Meisterschaften erringen.
Wegen starker schwedischer Konkurrenz, so unter anderem Jörgen Persson, Jan-Ove Waldner und Mikael Appelgren, trat er erst 1991 wieder auf. Nilsson spielte erneut bei der Jugend-WM mit, diesmal konnte er im Einzel und Doppel Bronze gewinnen, mit der Mannschaft holte der Schwede Gold.
1993 durfte er dann zum ersten Mal an einer Erwachsenen-WM teilnehmen, und konnte im Einzel die Runde der letzten 32 erreichen, während er im Doppel bereits in der zweiten Runde scheiterte.
1994 folgte dann seine erste Europameisterschaft, kam dort aber nicht in die Nähe von Medaillenrängen. Weitere Auftritte folgten 1998, unter anderem bei der WM, er verlor dort aber früh. 2000 wurde er Europameister mit der Mannschaft.
Im Jahr 2006 wurde er in der Weltrangliste zuletzt im November geführt und beendete im selben Jahr seine Karriere.

## Titel und Erfolge im Überblick

### Einzel
- Bronze bei den Weltmeisterschaften 1989
- Bronze bei der Jugend-WM 1989
- Bronze bei der Schwedischen Meisterschaft 1989

### Doppel
- Bronze bei der Jugend-WM 1991

### Mannschaft
- Europameisterschaft im Jahr 2000
- Jugend-Europameister im Jahr 1991